# ニッソーサービス
ニッソーサービス株式会社は、かつて存在した神奈川県横浜市中区に本社がある警備・イベント運営会社。ヒトトヒトの関連会社。

## 概要
主に横浜スタジアムの警備業務を請け負っている。